# (100330) 1995 QY8
(100330) 1995 QY8 es un asteroide perteneciente al cinturón de asteroides, descubierto el 28 de agosto de 1995 por el equipo del Spacewatch desde el Observatorio Nacional de Kitt Peak, Arizona, Estados Unidos.

## Designación y nombre
Designado provisionalmente como 1995 QY8.

## Características orbitales
1995 QY8 está situado a una distancia media del Sol de 3,116 ua, pudiendo alejarse hasta 3,225 ua y acercarse hasta 3,008 ua. Su excentricidad es 0,034 y la inclinación orbital 10,01 grados. Emplea 2009 días en completar una órbita alrededor del Sol.

## Características físicas
La magnitud absoluta de 1995 QY8 es 15,5.